# Volendam (schip, 1922)
De Volendam was een Nederlands stoompassagiersschip van 15 434 ton, gebouwd in 1922 op de scheepswerf van Harland & Wolff Ltd., Goven, Glasgow, Schotland en afgewerkt in oktober 1922 in Belfast, Noord-Ierland. Het schip behoorde aan de Nederlandse-Amerikaanse Stoomvaart Mij. NV te Rotterdam.

## Geschiedenis
De Volendam, onder bevel van kapitein Wepster, werd op 29 augustus 1940 ingezet voor evacuatie van kinderen en had 879 opvarenden waarvan 273 bemanningsleden, 320 kinderen met hun ouders en begeleiders, en 286 andere passagiers. Ze was ook het commandoschip over het konvooi OB-205 met admiraal G. H. Knowles aan boord.
Omstreeks 00.00 u. op 31 augustus 1940, werd de Volendam getroffen door een torpedo van de U-60, onder bevel van Oberleutnant Adalbert Schnee, op ongeveer 200 kilometer ten westen van Bloody Foreland, ten noordwesten van Ierland, in positie 56°04' N. en 09°52' W. De torpedo sloeg in boegruim 1 een gat van 16 bij 10 meter, waardoor de ruimcompartimenten 1 en 2 overstroomden. Al snel was men genoodzaakt om het schip te verlaten, maar dit bleek geen probleem te zijn, want dit was in de haven van Liverpool al geoefend door de passagiers; vooral de kinderen zongen de "Roll out the Barrel", totdat ze werden gered door drie andere schepen uit het konvooi; de Britse stoomvrachtvaarder Bassethound, het Britse tankerstoomschip Valldemosa en het Noorse motorvrachtschip Olaf Fostenes, die met hen terugkeerden naar Groot-Brittannië en Canada.
Het enige dodelijke ongeval was een bemanningslid, een purser, die misstapte in de reddingsboot, overboord viel en verdronk.
De Volendam bleef drijven en werd op sleeptouw genomen door HMS Salvonia (W 43) die het schip liet stranden bij Isle of Bute. Later werd de Volendam terug vlot getrokken en hersteld bij Cammell Laird Ltd. in Glasgow. Toen ze in het droogdok lag werd een tweede torpedo ontdekt in het boegruim die nog intact bleek te zijn maar niet ontploft was. De Duitse U-boot had een spreidschot gelanceerd met een korte tussenpauze tussen de twee torpedo's, waarvan de eerste wel tot ontploffing kwam en de tweede torpedo in hetzelfde 16 meter lange boeggat niet explodeerde. Het schip werd omgebouwd voor vervoer van troepen en keerde terug naar de konvooidienst in juli 1941. Tot juli 1945 had ze voornamelijk meer dan 100.000 militairen vervoerd.

## Na de oorlog

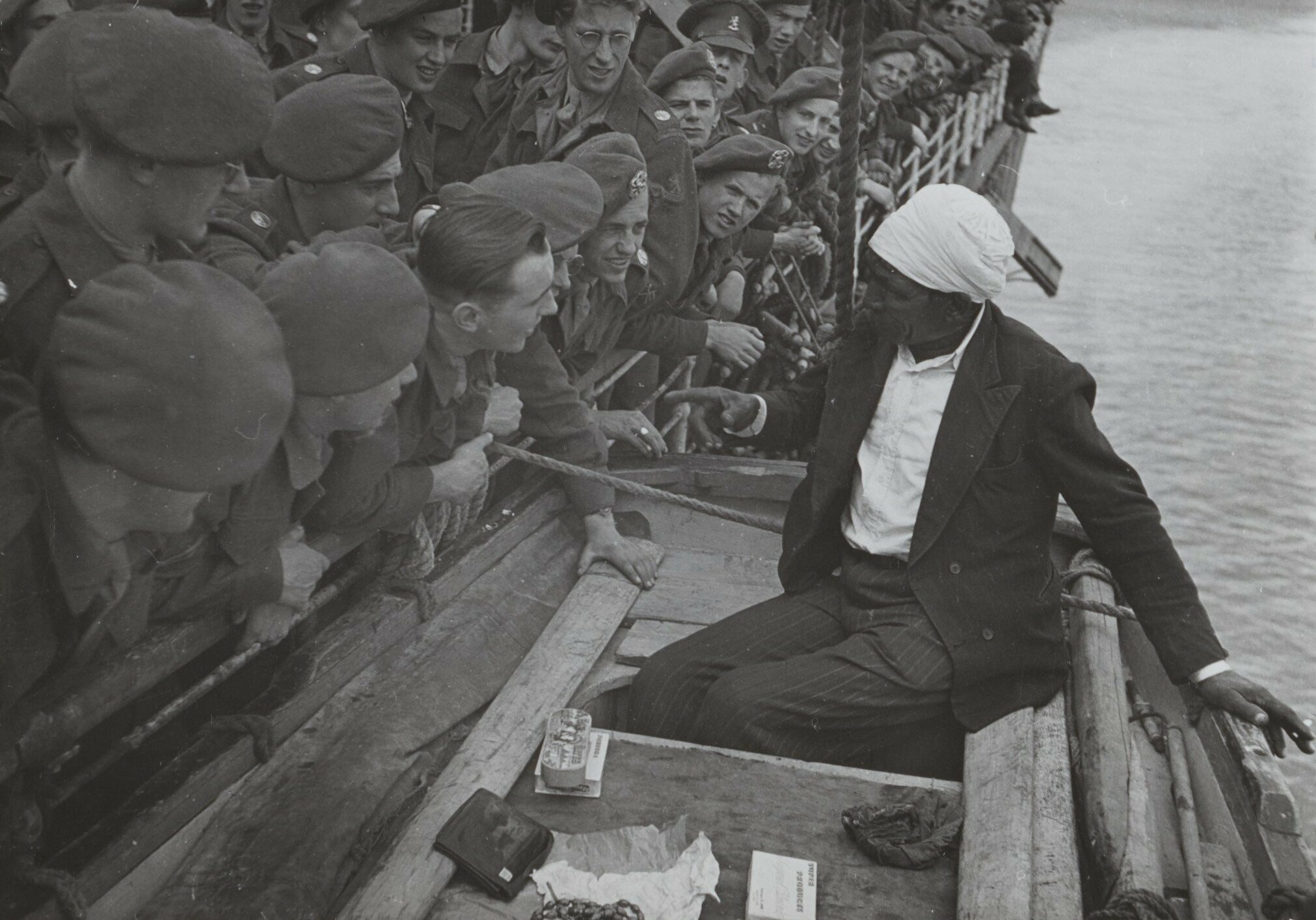
Troepentransport op De Volendam, onderweg naar Indonesië in het Suezkanaal

In 1946 vervoerde de TSS Volendam Nederlandse troepen naar Nederlands-Indië en werd vervolgens terug aan haar eigenaar toegewezen, die haar inzette voor reizen van emigranten van Europa naar Australië. In 1947 werd de nieuw gestichte kolonie Volendam in Paraguay naar het schip vernoemd, door de emigranten die met het schip naar hun bestemming waren gebracht. Op 16 november van dat jaar ramde de Volendam de spoorbrug bij Alcantara over het Suezkanaal.
De TSS Volendam werd op 13 november 1951 opgelegd in Rotterdam. Op 3 februari 1952  werd het schip voor de sloop verkocht aan Frank Rijsdijk's Industriële onderneming te Hendrik-Ido-Ambacht.